# Танець модерн
Танець модерн - один з напрямків закордонної хореографії, який зародився в кін. XIX — поч. XX ст. в США та Німеччині. Термін "танець модерн" з'явився в США для позначення сценічної хореографії, яка відвернулась від традиційних балетних форм. Увійшовши у вжиток, витіснив інші терміни (вільний танець, дункан, танець босоніжок, ритмопластичний танець, виразний, експресіоністський, цілковитий, новий художній), що з′являлися в процесі розвитку цього напрямку. Загальним для представників танцю модерн, незалежно від того, до якої течії вони належали і в який період проголошували свої естетичні програми, був намір створити нову хореографію, яка відповідала, на їхню думку, духовним потребам ХХ століття. Основні його принципи: відмова від канонів, втілення нових тем та сюжетів оригінальними танцювально-пластичними засобами. В прагненні до повної незалежності від традицій представники танцю модерн прийшли, зрештою, до прийняття окремих технічних застосунків, в протиборстві з якими зародився новий напрямок. Установка на повний відхід від традиційних балетних форм на практиці не змогла бути до кінця реалізована.

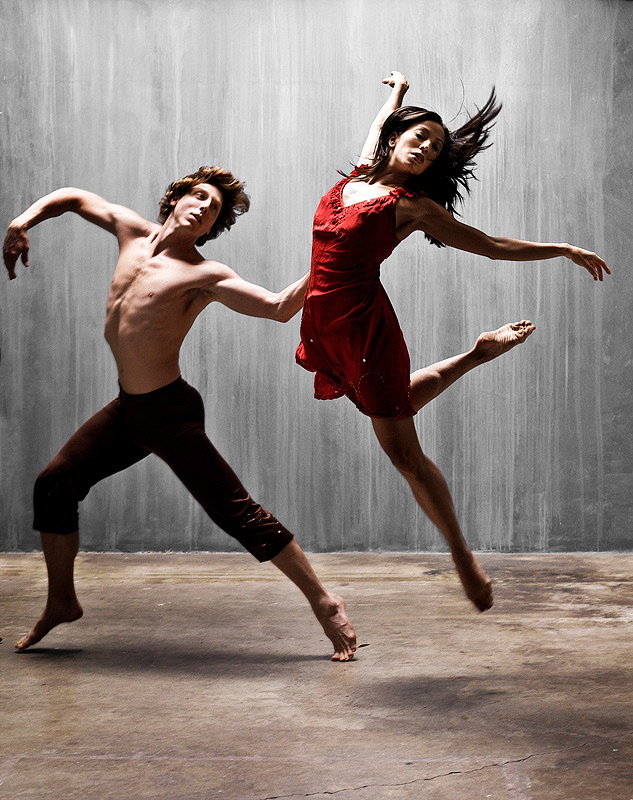
Модерн зазвичай виконується босоніж.

## Історія
Ідеї – жест, звільнений від умовностей та стилізації (в тому числі і музичної), здатний правдиво передавати всі нюанси людських переживань. Ці ідеї отримали розповсюдження на початку XX ст. після того, як були художньо реалізовані двома американськими танцівницями, які гастролювали по Європі. Лоі Фуллер виступала в 1892 в Парижі. Її танець "Серпантин" будувався на ефектному поєднанні вільних рухів тіла, стихійно породжуваних музикою, та костюма – величезних ковдр, що розвиваються, освітлених різнокольоровими прожекторами. Проте засновницею даного напрямку в хореографії стала Айседора Дункан. Її проповідь оновленої античності, "танцю майбутнього", поверненого до природних форм, вільного не лише від театральних умовностей, але й історичних та побутових, здійснила великий вплив на більшість діячів мистецтва, котрі прагнули звільнитись від академічних догм. Джерелом натхнення Дункан вважала природу. Виражаючи особисті почуття, її мистецтво не мало спільних рис з будь-якою хореографічною системою. Воно зверталось до героїчних та романтичних образів, породжене музикою такого ж характеру. Техніка не була складною, але порівняно малою кількістю рухів та позицій танцівниця передавала найтонші відтінки емоцій, наповнюючи найпростіші жести глибоким поетичним змістом. Дункан не створила закінченої школи, хоча і відкрила шлях новому в хореографічному мистецтві. Імпровізація, танець босоніж, відмова від традиційного балетного костюму, звернення до симфонічної та камерної музики — всі ці принципові нововведення Дункан наперед визначили шляхи танцю модерн. В Росії одними з перших її послідовників були студії вільного, або пластичного, танцю та музичного руху.
Іншим джерелом, істотно вплинувши на його формування, була система Е. Жака-Далькроза — ритміка. Ритмопластичний танець, що розвинувся на її основі, був здебільшого протилежний до дунканізму. Жак-Далькроз виходив з аналітичного, не емоційного втілення виконавцями музики; танець не був хаотичним трактуванням її тематичної програми, різні частини тіла створювали начебто пластичний контрапункт, в якому рухи танцівників відповідали окремим голосам музики. Але навіть в своїх перших великих постановках в Хеллерау ("Ехо та Нарцис" на власну музику, 1912; Вільний танець та опера К.В. Глюка "Орфей та Евридіка": століття творчого союзу, 1902-2005 (Орфей) на муз. Глюка, 1913) Далькроз втілив не лише структуру музичного твору, але й передав його емоційний зміст, що потребувало вже чисто пластичної виразності жесту та пози. Проти такого беззаперечного панування музики над танцем виступив австрійський хореограф Рудольф фон Лабан, який став ведучим теоретиком танцю модерн. Для обґрунтування власних поглядів він звернувся до філософсько-естетичного вчення древньої Індії, піфагорійців та неоплатоніків. У теоретичній праці "Кінетографія" (1928) Лабан виклав універсальну концепцію танцювального жесту, що була придатною для аналізу та опису всіх пластично-динамічних характеристик рухів незалежно від того, до якої національності, стильової та жанрової категорії вони належать. Не менш істотною для формування естетики танцю модерн була думка Лабана про те, що художнє осмислення рухів повинно бути вираженням внутрішнього життя його творця, а не зміст музики. Найбільш повну реалізацію ідеї Лабана отримали в його постановці "Мерехтливі ритми" (без музичного супроводу, 1925).
Творчість учня та співробітника Лабана Курта Йосса була направлена на створення нового танцювального театру. Йосс використовував сценографію, музику, хорову декламацію, відроджував традиції містеріального та культового театрів. Проте всі ці засоби розглядались як службові, що збуджують "енергію руху тіла". Танцювальна пластика для представників "виразного танцю", як себе почали називати послідовники Лабана, залишалась головним та часто єдиним засобом створення художнього образу. Один з перших хореографів танцю модерн - Йосс зрозумів необхідність синтезу виразності, танцю з технікою класичного танцю та не балетної пантоміми. Новаторство Йосса проявилось і в зверненні до цілком нових для балетного театру тем; наприклад, "Зелений стіл" (1932) — перший балет з яскраво вираженим політичним напрямком. Розширенню кола тем та образів хореографії сприяла і німецька танцівниця та хореограф Мері Вігман (учениця Лабана). Її пошуки йшли в напрямку експресіонізму. Вона відмовилась від рухів, що традиційно вважали красивими. Не гарне та страшне Вігман вважала також вартим втілення в танці. Її сольні та групові постановки ("Скарга", цикли — "Жертва", "Танці матері" та "Сім танців про життя") відрізнялися цілковитою напруженістю та динамізмом форм. Вігман цікавили теми одержимості, пристрасті, страху, відчаю, смерті. У мистецтві Вігман був відсутній пафос протесту, воно виражало образи-символи загальнолюдських емоцій. Ідеї Вігман здійснили глибокий вплив на розвиток танцю модерн. Її учениця Ханя Хольм розповсюдила ідеї Вігман в США. Грета Палукка, інша учениця Вігман, звернулась не лише до похмурого і трагічного. Гумористичні, просвітлені, ліричні теми та образи також знаходили вираження в її творчості. Музика, від якої Вігман часто відмовлялась, в мистецтві Палукки знову набула потрібного значення: танцювально-пластичне втілення отримали твори Б. Бартока, Р. Штрауса, І. Брамса, Г.Ф. Генделя. Палукка внесла в танець модерн техніку високих стрибків та розробила свою методику викладання. У Вігман також навчалися відомі представники танцю модерн - І. Георгі, Х. Кройцберг, М. Терпіс, В. Скоронель, Г. Лейстиков. Індивідуальний стиль цих хореографів, рівний, як й інших майстрів танцю модерн (сестер Візенталь, А. Сахарова та К. Дерп, Г. Боденвізер, Л. Глосар, Сент-Махези, які працювали в Німеччині, Швеції та Швейцарії), що складався під дією основних шкіл німецького танцю модерн та різноманітних художніх стилів, течій європейського мистецтва першої треті ХХ ст. Характерні дві ведучі тенденції розвитку. Представники однієї, слідуючи естетичним концепціям експресіонізму, бачили у виражені суб'єктивних переживань хореографа основоположний принцип творчості. Різкість зламаних ліній, навмисне огрубіння форм, прагнення розкрити несвідомі мотиви намірів людини, "показати справжню сутність його душі" — все це складало основу їх хореографії. Крайню виразність цих ідей отримували в тому випадку, коли виключали з хореографії не лише будь-які поза танцювальні елементи, але й фіксовану композицію. Представники цього напрямку стверджували, що в групових постановах можлива повна свобода форми творчості, яка дозволяє кожному виконавцю в залежності від його індивідуальності розвивати самостійний, пластичний мотив. Друге направлення склалося під впливом конструктивізму та абстракціонізму. У мистецтві його представників форма набула значення не лише засобами вираження, але й стала цілковитим змістом танцювального образу. О Шлєммєр (співробітник нім. школи будівництва та конструювання Баухауз) розглядав танець як точно розраховану конструкцію. Тіло виконавця в його "танцювальній математиці" (так Шлєммєр називав свою хореографію) слугувало лише засобом виявлення "чисто кінетичних формул", які піддані тим же числовим закономірностям, що і рухи механізмів. Інше проявлення конструктивізму в танці модерн — так звані "танці машин" — масові ритмопластичні композиції, що імітували роботу різноманітних механізмів, в основі яких були рухи танцівників, близькі до гімнастичних, навмисно позбавлені емоційного забарвлення (В. Скоронель у Німеччині та Н.М. Форрегер в СРСР). Відомі майстри німецького танцю модерн були пов'язані з лівим політичним рухом.

## Американський танець модерн
Американські майстри танцю модерн знаходили в фольклорі одне з головних джерел натхнення. Народні танці та музика були перенесені безпосередньо з плантацій в бари (в міністрел-шоу), танцювальні зали та мюзикл-холи, де до останньої чверті ХІХ ст. розвинулися різноманітні форми професійної хореографії. Американський танець модерн став важливим етапом в становленні американського хореографічного театру. Зв'язок з фольклором народів, які населяли США (особливо негритянським та індіанським), визначив основні стилістичні відмінності його лексики. В основному вони проявляються в рухах корпусу. Окрім нахилів та перегинів, рухомості пліч, засобів пластики гімнастичних вправ, ігор та не балетної пантоміми, в американському танці модерн використовуються різноманітного роду пульсації торсу, відштовхувальні та обертальні рухи стегон. Американському танцю модерн властива більш багатомірна структура та складна криволінійність малюнка. Існують відмінності й у підході до музики. Визначним фактором стала обрізана та ритмічна партитура, створена хореографом танцю.
Загальним для американців та європейців — творців танцю модерн — було те, що в мистецтво приходили люди з вже сформованим світоглядом. Всі американські хореографи танцю модерн вважали себе послідовниками Дункан, проте ніхто з них безпосереднього контакту з танцівницею не мав, так як діяльність Дункан в основному була в Європі.
Більш прямий вплив на виникнення танцю модерн в США надала інша американська танцівниця — Р. Сен-Дені, яка отримала популярність виконанням театралізованих культових танців Сходу. Велику увагу приділялося костюму, який Сен-Дені вважала основною частиною пластичної виразності танцю. В 1915 році вона та Т. Шоун організували в Лос-Анджелісі трупу "Денішоу" та школу, де на рівні з танцями вивчались споріднені мистецтва та філософія. Тут навчались і отримали перший сценічний досвід танцівники, які очолили в 1930-ті рр. американський танець модерн. В протилежність танцю-розвазі, танцю-ілюстрації, танцю-повісті, танцювальне мистецтво для них стає вираженням духовного початку.
Учениця школи "Денішоу" Марта Грем в своєму мистецтві танцівниці та хореографа найбільш повно реалізувала особливості стилю та техніки танцю модерн. Хореографічний театр Грехем надав настільки ж значний вплив на танець модерн, як і мистецтво Дункан. Її постановки 30-40-х рр. ("Кордон", "Весна в Апалачських горах"), в яких виражалося  прагнення передати риси американського характеру, показати людину епохи заселення Америки, відрізнялись символічною та легендарно-епічним трактуванням. Потім Грем створювала твори, основані переважно на сюжетах античної та біблейської міфології. Їм були притаманні тонкий психологізм в розкритті образів, ускладнена метафоричність танцювальної дії (хореографічні драми "Смерть та виходи", Джонсона, "З новиною в лабіринт" - Менотті, "Альцеста" Фаїна, "Федра", Сгарера, "Міф про подорожі" Хованесса). Фізичні зусилля, котрі старанно зігнулися в класичному танці, Грем оголила. Для кожної частини тіла вона знаходила положення, не властиві їм, супротивні звичайним. Але формотворчість не було для неї самоціллю. Грем намагалась створити драматичну насичену танцювальну мову, що здатна передати весь комплекс людських переживань.
Ту ж мету переслідувала й інша відома представниця танцю модерн — Д. Хамфрі. Приділяючи більшу увагу пластичній відточеності та техніці танцю, ці майстри виступили проти культу краси і відточеного стилізаторства Сен-Дені. В 1927 Грехем та в 1928 Хамфрі разом з Ч. Вейдманом створили трупи та студії. На їх творчість великий вплив здійснив фольклор американських індійців та негрів, а також мистецтво Сходу. Хамфрі збагатила танець модерн плавною жестикуляцією, технікою легких та швидких рухів ніг, рухами тіла, що падало та підіймалося з підлоги. Вона першою в США почала викладати композицію танцю, відійшла від абстрактної танцювальної лексики та ілюстрованої пантоміми, розширила кордони малих хореографічних форм, що панували в танці модерн, зробила значний внесок у його теорію. Постановки Хамфрі, як правило, зачіпляли психологію та соціально-етнічні проблеми ("Біжіть, маленькі діти" на негритянський музичний фольклор, "Історія людства" Новака; "Розслідування" та "Плач за Ігнасіо Санческу Мехіасу", обидва - Ллойда; "День на Землі" Копленда). У 1930-ті рр. загально-політичні теми привертали увагу більшості ведучих хореографів танцю модерн.
Вейдман створив сюїту "Атавізм" на муз. Енгеля та "Байок наших днів" Мілера; Х. Хольм, яка внесла в теорію та практику американського танцю модерн новаторські ідеї своєї викладачки Вігман та очолила засновану нею в 1931 році школу в Нью-Йорку, поставила ряд антифашистських вистав ("Трагічний результат" та "Вони теж вигнанці" Фаїна); Х.Таміріс - хореографії, цикл "Пісні свободи" на музику пісень американської революції та "Аделанта" на музику Піто, з віршами поетів республіканської Іспанії.
Наприкінці 1930-х рр. мистецтво сольного танцю, що переважало на ранніх етапах в танці модерн, дало місцю ансамблевому. Рухи, виконувальна манера, зумовлена індивідуальністю ведучого танцівника-хореографа, ставали основою для інших акторів трупи. Це призводило до виникнення певного канону, формування різноманітних художніх шкіл танцю модерн.
В 1950-ті рр. танець модерн вводився як навчальна дисципліна в більшість коледжів та університетів США. Хореографи почали застосовувати класичний танець як основу тренажу, використовуючи в своїх постановках елементи його лексики та техніки. Найбільш ємною та послідовною виявилась концепція А. Соколовой, учениці Грем, яка стверджувала, що лише взаємопроникнення різноманітних шкіл та напрямків може дати хореографу художні засоби, необхідні для повного розкриття тієї чи іншої теми. Соколова пропонувала танцівникам пластично виразити ті ідеї та емоції, які вона хотіла втілити в своїх постановках, що часто зображували темні сторони людської суті, нерідко прониклі гірким гумором та сарказмом ("Війна прекрасна" Норта, "Пустеля", на муз. Вареза, "Пам'яті №52436" Берда, "Кімнати" Хопкінса та ін.). 
Творчість хореографів цього ж покоління С. Ширер та Х. Лімона тривалий час була пов'язана з Хамфрі, в якої вони навчались. Хореографія Лімона — складний синтез американського танцю модерн та іспано-мексиканських традиційних мистецтв, її відрізняють різкі контрасти ліричних та драматичних початків. Більшості постановкам присутня епічність та монументальність, герої зображуються в моменти крайньої душевної напруги, коли підсвідомість керує їх поступками. Відомість отримали роботи Лімона "Павана мавра"; "Танці для Айседори" на музику Шопена, "Меса військових часів" на музику З. Кодая. Ідею хореографічної вистави без музичного супроводу хореографу з найбільшою повнотою вдалось реалізувати в "Неоспівані" та "Карлоте".
Мистецтво негритянських хореографів та танцівників дбайливо зберігає ритмопластичні фольклорні корені. Більшість робот П. Прій-мес, К. Данем. Дж. Тріслер, Д. Мак Кейла, Т. Бітті, К. де Лавальядє, М. Хінксон, Дж. Джемісон та інші можна розглядати як національні форми сучасної сценічної хореографії афроамериканців. В 1958 році відкрився Американський театр танцю під керівництвом А. Ейлі — перша некомерційна трупа танцю модерн, яка включала в репертуар твори різноманітних балетмейстерів. У власних постановках Ейлі намагалася злити в єдине ціле танець та музику з принципами драматичного мистецтва. Серед її найкращих робіт — "Оплакування ранку" на музику Еллінгтона, "Откровення" на музику Спірічуелс, де танцю була повернена його початкова ритуальність, "Струмки" на музику Кабелача.
На початку 60-х рр. в американському танці модерн почався новий етап розвитку. На ряду з більшим числом професійних труп, таких як Л.Любовича, П. Санасардо, Л. Фалько, почали виступати хореографи, які різко поривали з традиціями та законними формами танцю. Найбільш відомі з них вистави М. Каннінгем створив в співробітництві з композитором Дж.Кейджем ("Сюїта для п'яти в часі та просторі", "Аеон", "Як ходити, брикатись, падати та бігти"), в яких почав стирати межу між організованим танцем та "конкретним", побутовим рухом.
В експериментальних роботах А. Ніколайса ("Сховище", "Тотем", "Галактики"), в яких він виступив не лише як хореограф, але й також як сценограф та композитор, прагнення до образної цілісності та вистави призвело до майже повного зрівнянні сенсової та образної значимості кожного з візуально-звукових компонентів. Хореографічна лексика Е. Хокінса, Дж. Уорінга, Дж. Батлера, П. Тейлора, які також виступали в той період, — синтез різноманітних шкіл та течій. Батлер тяжіє до міфологічного та алегоричного рішення тем ("Єдиноріг", "Горгона та Монтікора" Менотті, "Портре Біллі" на музику Холідей). У своїй хореографії він першим використав засоби джазової імпровізації. Метафоричний психологізм праць Тейлора, в яких гумор поєднувався з атлетичною енергією рухів, комічне — з трагічним, дозволив надзвичайно широко тлумачити їх зміст ("Скудора-м" Джексона, "Громадське володіння" Мак-Доуелла. "Велика Берта" на певну музику).
При всій різноманітності пошуків цих майстрів в їх мистецтві була спільна направленість. Пантомімічний початок, такий ж істотній в гостро драматичних постановках хореографів танцю модерн попереднього періоду, тут майже повністю виключався. Танець почав розглядатись не лише як образ, що несе будь-яку цілком конкретну ідею і тому викликаючий певні емоції, а як деякий об'єкт огляду, що повинен пробуджувати в глядачів вільні асоціації. Творчість цих майстрів стимулювало зацікавленість в нових формах хореографії. З'явилося безліч нових експериментальних труп та груп. В цьому надзвичайно різноманітному по художнім намірам середовищі виділялися талановиті хореографи (Т. Тарп, Е. Саммерс, А. Халпрін, М. Дітмонг, Н. Вокер та ін.), які отримали визнання на початку 70-х рр. Більшість з них не вважали сцену основним місцем для виступів. Вистави створювалися на найнеочікуваніших майданчиках. Відмова від фронтальності, центричності композицій, сценічного костюма, гриму, музики, танцювальної техніки, узаконені нетанцювальні рухи, засобів хеппенінгу, серійної музики, використання джазу, музики кантрі та рок - все це породило нові форми хореографії та взаємовідношення танцівників з глядачем.
Методи творчості, що застосовуються представниками танець модерн, варіюються від критичного реалізму, який слугує засобом викриття суспільства, до формалістичних засобів, якими хореографи намагаються виразити свій протест. Висуваючи як основоположну доктрину повної свободи самовираження, вони тим самим відкрили доступ творам, в яких іноді відсутність майстерності та професіоналізму видається за новації та мистецтво, пошук нових форм. Найбільше розповсюдження танець модерн отримав в країнах з багатим музично-танцювальним фольклором або ж з давніми театральними традиціями, де не було свого класичного балету.
До 1950-х рр. в Мексиці сформувалась школа танцю модерн. Її самобутність визначило поєднання національного мистецтва з засобами американського танцю модерн (засновниками перших груп на початку 1930-х рр. і були хореографи з США - М. Вальдім та А. Соколова). В Чилі танець модерн почав розвиватись з 1940-х рр. з приїздом у країну Е. Утхоффа співробітник К. Іосса, який також здійснив тут ряд своїх постановок.

## Сучасний стан
Трупи танцю модерн є в Аргентині, Бразилії, Гватемалі, Колумбії. Велике розповсюдження танець модерн отримав на Кубі, де утворилась власна школа. Перші трупи були організовані на початку 60-х рр. Геррой та Альберто Алонсо. Продовжуючи розвивати традиції американського та мексиканського танцю модерн, кубинські хореографи проявляють особливу зацікавленість до негритянського фольклору, притому не лише в його латино-американських формах, але й в африканських. В  Європі існує кілька великих навчальних центрів танцю модерн—- "Палукка-шуле" (Дрезден, ФРН) та "Фолькванг-шуле" (Ессен, ФРН) та ін. Широке розповсюдження танець модерн отримав і в інших країнах. Шведський танцювальний театр (Б. Кульберг та І. Крамер), Нідерландський театр танцю. Печський балет (Угорщина). "Батшева" та "Інбал" (Ізраїль), танцювальна трупа культурного центра мистецтв (керівник А. Рейєс, Філіппіни) та інші. Стиль цих колективів визначається належністю їх керівників до американських або німецьких шкіл танцю модерна, а також ступенем використання національного фольклору та не балетної пантоміми, володіння технікою класичного танцю.
Танець модерн здійснив вплив й на класичний танець. Жоден з найбільших балетмейстерів ХХ ст., починаючи з А. А. Горского, М. М. Фокіна та В. Ф. Ніжинського та закінчуючи Дж. Баланчіним та Ю.Н.Григоровичем, не пройшов повз окремих приватних відкриттів в цьому напрямку. Проте, елементи танцю модерн запроваджувалися ними на основі інших ідейно-хореографічних концепцій. З середини 1950-х рр. прагнення до синтезованих пошуків деякої нової мови сучасного танцю стає помітною тенденцією закордонної хореографії. Більшість творів хореографів танцю модерн та балетмейстерів класичної школи (Моріс Бежар, Р. Петі, Ж. Шарра, Альберто Алонсо, Х. Лефебр, А. Де Мілль, Дж. Роббінс, Х. Ван Манен, Р. Джофрі, Дж. Арпіно, Г. Тетлі, М. Рамберт, Е. Тюдор, Дж. Кренко, К. Макміллан, М. Ек, Т. Гзовская, Т. Шиллінг, К. Я. Голейзовський, Май Мурдмаа та ін.) важко віднести до того або іншого напрямку.
Зростає зацікавленість до танцю модерн і в країнах з давніми традиціями класичного танцю. В 1967 р. в Лондоні був організований найбільший в регіоні центр по вивченню танцю модерн, при якому створені школа та трупа - Лондонський сучасний театр танцю (під керів. Р. Коена). В 1972 р. Ж. Руссільо створив трупу Балетний театр Жозефа Руссільо у Франції. Найстаріші балетні трупи цих країн - "Баллє Рамбер" та паризька Опера також включають в репертуар постановки танцю модерн (з 1974 при паризькій Опері працює експериментальна група — Театр пошуку (кер. К. Карлсон). На гастролі в СРСР приїздили: балет міста Пєч. трупи Алвіна Ейлі, Хосе Лімона, Кубинський ансамбль сучасного танцю, Танцювальний ансамбль Крамера, Театр танцю культурного мистецтва Філіппін, Ансамбль танцю під керівництвом Пола Тейлора, Балетний театр Жозефа Руссільо та інші. Самобутньо інтерпретували танець модерн сучасні хореографи Л. В. Якобсон (хореографічні мініатюри за скульптурами Родена), О. М. Виноградов ("Ярославна" Тіщенко), Н. Н. Боярчіков ("Орфей та Еврідіка" на муз. Журбіна) та ін.